# Kazimierz Andrunik
Kazimierz Andrunik ps. „Rybak” (ur. 5 lipca 1917 w Brelikowie, zm. 2 kwietnia 1987 w Sanoku) – podoficer Wojska Polskiego i Związku Walki Zbrojnej.

## Życiorys
Urodził się 5 lipca 1917 w Brelikowie jako syn Antoniego i Bronisławy . W Sanoku w 1936 ukończył siedem klas szkoły podstawowej. W tym roku ochotniczo zgłosił się do Wojska Polskiego i został przydzielony do Centralnej Szkoły Podoficerów Korpusu Ochrony Pogranicza w twierdzy Osowiec. Po dwóch latach w 1938 ukończył szkołę podoficerską i otrzymał stopień kaprala, po czym został przydzielony do batalionu KOP „Żytyń”. Stamtąd w lipcu 1939 został przeniesiony do Śniatyna, a w sierpniu 1939 do Jaślisk. Po wybuchu II wojny światowej w 1939 we wrześniu walczył z Niemcami. Dotarł do Lwowa, gdzie brał udział w obronie miasta. Po agresji ZSRR na Polskę z 17 września 1939 i nadejściu sowietów udało mu się przedrzeć przez linie niemieckie i dotarł do Sanoka.
W Sanoku pod okupacją niemiecką zamieszkiwał przy ul. Sanowej 6 w Sanoku, żyjąc w jednej z izb domu rodziny Szałajko . Zarabiał na życie wyprawianiem skór ze zwierząt futerkowych . Został zwerbowany do działalności konspiracyjną i 15 kwietnia 1940 został zaprzysiężony na żołnierza Związku Walki Zbrojnej, przyjmując pseudonim „Rybak” (wówczas nie znał nazwy organizacji). Działając pod komendą Aleksandra Rybickiego ps. „Jacek” dokonywał obserwację niemieckiej służby granicznej na rzece San (przepływającej nieopodal jego domu), wypełniał zadania wywiadowcze, kolportażu materiałów i poczty konspiracyjnych. W tym celu oficjalnie poruszał się w charakterze ajenta Powiatowego Zakładu Ubezpieczeń, ściągającego składki ogniowe, i działał na obszarze sięgającym granic ze Słowacją i Węgrami. Przeprawiał też ludzi przez San na stronę radziecką (w jednej z takich akcji został ranny w rękę po ostrzale niemieckim). Miał przyrodniego brata Arnolda Andrunika, także zaangażowanego w ZWZ ps. „T”, a po podjęciu przez niego pracy na stanowisku kierownika biura meldunkowego w magistracie (Stadtverwaltung) od 1 lutego 1941 przejął jego dotychczasowe obowiązki w łączności Obwodu ZWZ „San” z jednoczesnym ich rozszerzeniem. Równolegle objął funkcję łącznika komendanta Obwodu, Rudolfa Schmidta, z Okręgiem ZWZ Kraków. Wyjeżdżał też z pocztą do Krakowa, skąd transportował materiały propagandowe polskiego podziemia. Wiosną 1941 konwojował transport broni w Bieszczadach. Był jednym z łączników terenowych placówki przerzutowej trasy kurierskiej pod kryptonimem „Bronisława” (szefem łączności tejże był ww. „Jacek”). Oprócz obowiązków łącznika utrzymywał też punkt kontaktowy w mieszkaniu przy ul. Sanowej.
W 1941 był poszukiwany przez gestapo, najprawdopodobniej w następstwie aresztowania i wymuszonych torturami zeznań kpt. Józefa Gołębia ps. „Prus” (zastępca odcinka tras południowych i całej siatki przerzutowej). 20 sierpnia 1941 w jego domu zostali aresztowani przez Niemców członkowie siatki A. Rybickiego: Władysław Łykowski ps. „Olcha” i Jan Rerutko ps. „Drzazga”, a po dwóch godzinach także sam „Rybak” . Od tego czasu był osadzony w sanockim więzieniu i poddawany śledztwu (Jan Rerutko został wkrótce zwolniony, zaś bezpośrednio zagrożony aresztowaniem Arnold Andrunik zbiegł z miejsca pracy w urzędzie). W sanockim więzieniu był przetrzymywany do 2 września 1941. Następnie był więziony w więzieniu Montelupich w Krakowie od 3 września 1941 do 23 lutego 1942 . Podczas trwającego śledztwa był torturowany, ale nikogo nie wydał i dopiero wtedy dowiedział się o nazwie organizacji tj. ZWZ. 25 lutego 1942 został umieszczony w niemieckim obozie koncentracyjnym KL Auschwitz, gdzie jako więzień polityczny otrzymał numer obozowy 25257. Tam udzielał pomocy przebywającej w obozie Birkenau swojej szwagierce Marii Andrunik (żonie Arnolda) przekazując jedzenie . Z Auschwitz został wywieziony na obszar III Rzeszy i od 1 wzgl. 3 maja 1944 przebywał KL Natzweiler, gdzie otrzymał numer więźniarski 15436 (tu podano nr 6450), a 24 lipca 1944 skierowany do podległego temuż komanda Kochem. Od 25 sierpnia 1944 lub od 17 września 1944 był więziony w KL Buchenwald, gdzie otrzymał numer 88946 i był przekierowany do komanda Dora. Następnie, według własnej relacji był więziony w KL Neuengamme od 1 października 1944 do marca 1945 i miał tam numer 12384. Według innych ustaleń 1 listopada 1944 został osadzony w obozie koncentracyjnym KL Mittelbau i przydzielony do V SS Brygady Budowy Kolei (V. SS-Eisenbahn-Baubrigade) w Osnabrück . Z już zbieżnych relacji wynika, że po nalocie z 19 lutego 1945 zbiegł z obozu w Osnabrück i ukrywał się i ukrywał się w ruinach miasta . 1 kwietnia 1945 odzyskał pełną wolność wraz z nadejściem armii angielskiej. Następnie skierowano go do Belgii na leczenie. Według innej wersji trafił do pobliskiej Holandii, a potem do Wielkiej Brytanii, gdzie wstąpił do Polskich Sił Zbrojnych .

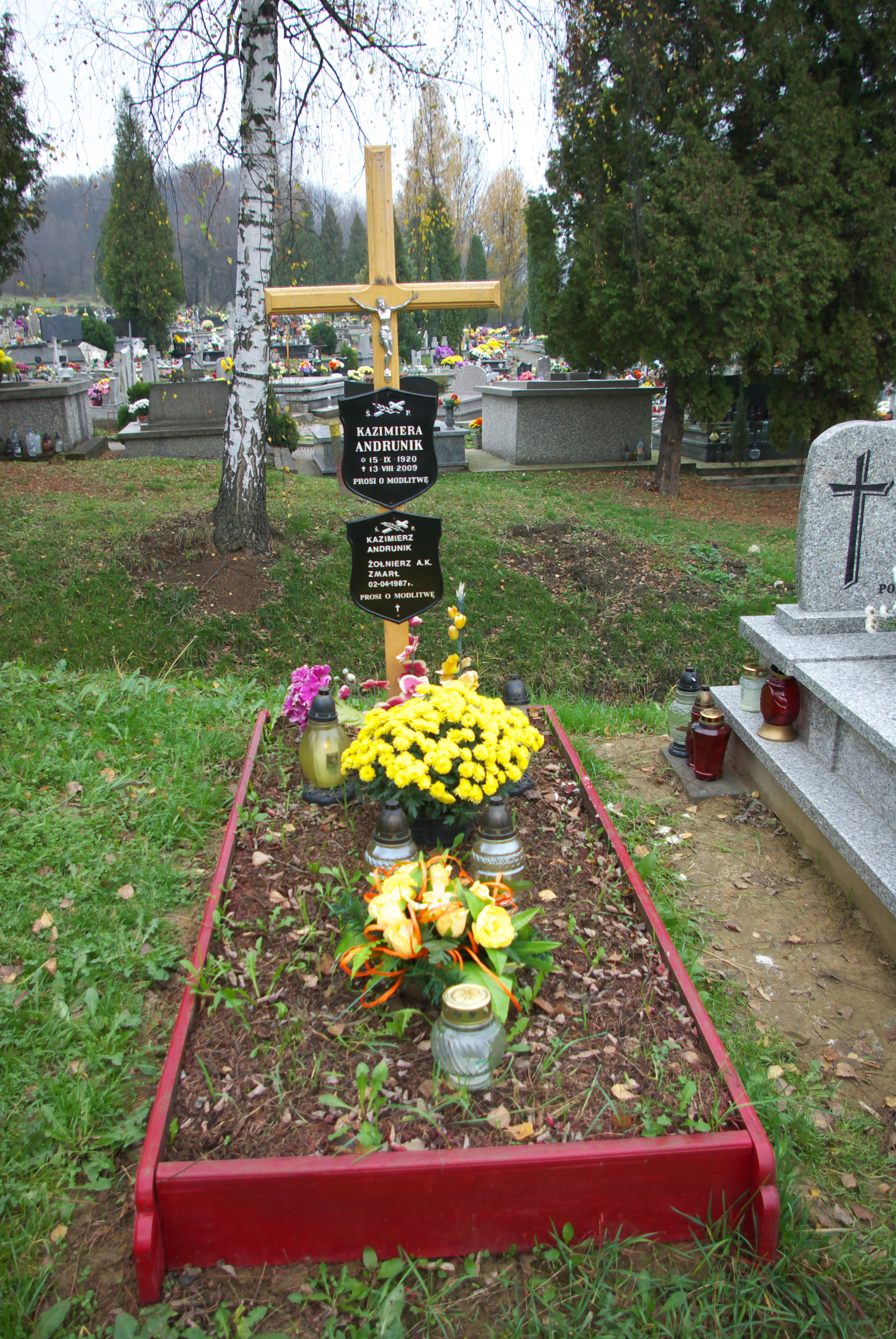
Grób Kazimierza i Kazimiery Andruników

1 czerwca 1946 przybył do Polski i ponownie osiadł w Sanoku . Po wojnie był pracownikiem spółdzielczości „Spolem” na stanowisku magazyniera w Państwowej Centrali Leśnych Produktów Niedrzewnych „Las”w Sanoku, w 1963 był zatrudniony jako magazynier w Powiatowym Zarządzie Dróg Publicznych w Sanoku, a potem przez wiele lat w Sanockim Przedsiębiorstwie Budowlanym. Według innych źródeł ukończył dwie klasy szkoły średniej handlowej, a z zawodu był ślusarzem i zgrzewaczem gumy. 7 czerwca 1947 zawarł związek małżeński z Kazimierą Biegą (wzgl. Zuzanną ), wraz z którą zamieszkiwał na Białej Górze w domu numer 17, 26  lub 27. Od 14 lipca 1946 należał do Polskiego Związku Byłych Więźniów Politycznych Hitlerowskich Więzień i Obozów Koncentracyjnych, a potem do Związku Bojowników o Wolność i Demokrację i Związku Inwalidów Wojennych . Otrzymał status inwalidy wojskowego .  Był bezpartyjny. Według stanu z 1963 nadal był w stopniu kaprala rezerwy, a 12 października 1978 został awansowany przez MON na plutonowego rezerwy. W 1978 otrzymał zaświadczenie kombatanta.
Był w grupie polskich byłych więźniów niemieckich obozów, którzy staraniem Maximilian-Kolbe-Werk w dniach od 13 do 30 października 1986 przebywali w Nonnenhorn i Wasserburgu w Niemczech Zachodnich, odbywając wycieczki po okolicy nad Jeziorem Bodeńskim w Bawarii i integrując się z tamtejszymi mieszkańcami. Na trasie powrotnej z Augsburga do portu lotniczego we Frankfurcie pojazd przewożących Polaków miał wypadek, a Kazimierz Andrunik odniósł obrażenia i od 30 października do listopada 1986 był hospitalizowany w szpitalu w Oberndorf am Neckar .
Do końca życia mieszkał przy ul. Białogórskiej 9. Zmarł 2 kwietnia 1987 w szpitalu w Sanoku. Został pochowany na Cmentarzu Centralnym w Sanoku 6 kwietnia 1987.

## Odznaczenia
- Krzyż Kawalerski Orderu Odrodzenia Polski (1975)[5] [40]
- Krzyż Partyzancki (1959)[41]
- Krzyż Oświęcimski (1985)[5] [34]
- Medal 30-lecia Polski Ludowej (1974)[42][40]
- Medal Zwycięstwa i Wolności 1945 (1958)[43]
- Odznaka Grunwaldzka (1958)[5] [44]
- Medal Wojska (1948)[5]